# Suède aux Jeux olympiques d'été de 2016
La Suède participe aux Jeux olympiques d'été de 2016 à Rio de Janeiro au Brésil du 5 août au 21 août. Il s'agit de sa 27e participation à des Jeux d'été.

## Médaillés

### Médailles d'or
| Sport              | Discipline             | Athlète(s)     | Performance     | Date    |
| Médailles d'or : 2 |                        |                |                 |         |
| Natation           | 100 m papillon féminin | Sarah Sjöström | 55 s 48 (RM)    | 7 août  |
| VTT                | Cross-country féminin  | Jenny Rissveds | 1 h 30 min 15 s | 20 août |

| Sport                  | Discipline                  | Athlète(s) | Performance     | Date    |
| Médailles d'argent : 6 |                             | |                 |         |
| Cyclisme sur route     | Course en ligne féminine    | Emma Johansson | 3 h 51 min 27 s | 7 août  |
| Équitation             | Saut d'obstacles individuel | Peder Fredricson | 0 pts           | 19 août |
| Football               | Tournoi féminin             | Jonna Andersson Emilia Appelqvist Kosovare Asllani Emma Berglund Stina Blackstenius Hilda Carlén Lisa Dahlkvist Magdalena Ericsson Nilla Fischer Pauline Hammarlund Sofia Jakobsson Hedvig Lindahl Fridolina Rolfö Elin Rubensson Jessica Samuelsson Lotta Schelin Caroline Seger Linda Sembrant Olivia Schough | 1-2             | 19 août |
| Golf                   | Golf hommes                 | Henrik Stenson |                 | 14 août |
| Natation               | 200 m nage libre féminin    | Sarah Sjöström | 1 min 54 s 08   | 9 août  |
| Tir                    | Skeet hommes                | Marcus Svensson | 15 pts          | 11 août |

| Sport                   | Discipline               | Athlète(s)     | Performance | Date    |
| Médailles de bronze : 3 |                          |                |             |         |
| Lutte                   | Moins de 69 kg femmes    | Jenny Fransson | 3-1         | 17 août |
| Lutte                   | Moins de 53 kg femmes    | Sofia Mattsson | 5-0         | 18 août |
| Natation                | 100 m nage libre féminin | Sarah Sjöström | 52 s 99     | 11 août |

| Sport              |   |   |   | Total |
| Natation           | 1 | 1 | 1 | 3     |
| VTT                | 1 | 0 | 0 | 1     |
| Cyclisme sur route | 0 | 1 | 0 | 1     |
| Équitation         | 0 | 1 | 0 | 1     |
| Football           | 0 | 1 | 0 | 1     |
| Golf               | 0 | 1 | 0 | 1     |
| Tir                | 0 | 1 | 0 | 1     |
| Lutte              | 0 | 0 | 2 | 2     |
| Total              | 2 | 6 | 3 | 11    |

| Jour    |   |   |   | Total |
| 6 août  | 0 | 0 | 0 | 0     |
| 7 août  | 1 | 1 | 0 | 2     |
| 8 août  | 0 | 0 | 0 | 0     |
| 9 août  | 0 | 1 | 0 | 1     |
| 10 août | 0 | 0 | 0 | 0     |
| 11 août | 0 | 0 | 1 | 1     |
| 12 août | 0 | 0 | 0 | 0     |
| 13 août | 0 | 1 | 0 | 1     |
| 14 août | 0 | 1 | 0 | 1     |
| 15 août | 0 | 0 | 0 | 0     |
| 16 août | 0 | 0 | 0 | 0     |
| 17 août | 0 | 0 | 1 | 1     |
| 18 août | 0 | 0 | 1 | 1     |
| 19 août | 0 | 2 | 0 | 2     |
| 20 août | 1 | 0 | 0 | 1     |
| 21 août | 0 | 0 | 0 | 0     |

## Athlétisme

### Hommes

#### Course
| Athlètes          | Compétitions | Série | Série | Demi-finales | Demi-finales | Finale | Finale |
| Athlètes          | Compétitions | Temps | Rang  | Temps        | Rang         | Temps  | Rang   |
| ----------------- | ------------ | ----- | ----- | ------------ | ------------ | ------ | ------ |
| Perseus Karlstrom | 20 km marche | NC    | NC    | NC           | NC           | DNF    | /      |

#### Concours
| Athlètes               | Compétitions      | Série    | Série | Finale   | Finale  |
| Athlètes               | Compétitions      | Résultat | Rang  | Résultat | Rang    |
| ---------------------- | ----------------- | -------- | ----- | -------- | ------- |
| Melker Svard Jacobsson | Saut à la perche  | DNS      | /     | Éliminé  | Éliminé |
| Michel Tornéus         | Saut en longueur  | 7,65 m   | 26e   | Éliminé  | Éliminé |
| Axel Härstedt          | Lancer du disque  | 63,58 m  | 7e    | 62,12 m  | 10e     |
| Daniel Ståhl           | Lancer du disque  | 62,26 m  | 14e   | Éliminé  | Éliminé |
| Kim Amb                | Lancer du javelot | 80,49 m  | 16e   | Éliminé  | Éliminé |

### Femmes

#### Course
| Athlètes           | Compétitions         | Série         | Série | Demi-finales  | Demi-finales | Finale         | Finale   |
| Athlètes           | Compétitions         | Temps         | Rang  | Temps         | Rang         | Temps          | Rang     |
| ------------------ | -------------------- | ------------- | ----- | ------------- | ------------ | -------------- | -------- |
| Lovisa Lindh       | 800 mètres           | 2 min 00 s 04 | 2e    | 1 min 59 s 41 | 4e           | Éliminée       | Éliminée |
| Meraf Bahta        | 1 500 mètres         | 4 min 06 s 82 | 5e    | 4 min 06 s 41 | 5e           | 4 min 12 s 59  | 6e       |
| Sarah Lahti        | 10 000 mètres        | NC            | NC    | NC            | NC           | 31 min 28 s 43 | 12e      |
| Susanna Kallur     | 100 mètres haies     | 13 s 04       | 5e    | Éliminée      | Éliminée     | Éliminée       | Éliminée |
| Charlotta Fougberg | 3 000 mètres steeple | 9 min 31 s 16 | 8e    | NC            | NC           | Éliminée       | Éliminée |

## Aviron
Légende: FA = finale A (médaille) ; FB = finale B (pas de médaille) ; FC = finale C (pas de médaille) ; FD = finale D (pas de médaille) ; FE = finale E (pas de médaille) ; FF = finale F (pas de médaille) ; SA/B = demi-finales A/B ; SC/D = demi-finales C/D ; SE/F = demi-finales E/F ; QF = quarts de finale; R= repêchage
| Athlète               | Compétition  | Séries        | Séries | Repêchage     | Repêchage | Quarts de finale | Quarts de finale | Demi-finales  | Demi-finales | Finale        | Finale |
| Athlète               | Compétition  | Temps         | Rang   | Temps         | Rang      | Temps            | Rang             | Temps         | Rang         | Temps         | Rang   |
| --------------------- | ------------ | ------------- | ------ | ------------- | --------- | ---------------- | ---------------- | ------------- | ------------ | ------------- | ------ |
| Anna Malvina Svennung | Skiff femmes | 8 min 48 s 46 | 5 R    | 7 min 46 s 35 | 1 QF      | 7 min 38 s 07    | 4 SC/D           | 8 min 00 s 41 | 2 FC         | 7 min 32 s 54 | 15     |

## Badminton
| Athlète          | Compétition   | Phase de groupes       | Phase de groupes              | Phase de groupes | Phase de groupes | 1/8 de finale    | Quarts de finale | Demi-finales     | Finale           | Finale  |
| Athlète          | Compétition   | Adversaire Score       | Adversaire Score              | Adversaire Score | Rang             | Adversaire Score | Adversaire Score | Adversaire Score | Adversaire Score | Rang    |
| ---------------- | ------------- | ---------------------- | ----------------------------- | ---------------- | ---------------- | ---------------- | ---------------- | ---------------- | ---------------- | ------- |
| Henri Hurskainen | Simple hommes | bat Muñoz 21-12, 21-11 | battu par Kidambi 6-21, 18-21 | NC               | 2e Gr. H         | Éliminé          | Éliminé          | Éliminé          | Éliminé          | Éliminé |

## Canoë-kayak

### Slalom
|               | Compétition | Éliminatoires | Éliminatoires | Éliminatoires | Éliminatoires | Éliminatoires | Éliminatoires | Demi-finales | Demi-finales | Finale       | Finale       |
| Course 1      | Compétition | Rang          | Course 2      | Rang          | Total         | Rang          | Résultat      | Rang         | Résultat     | Rang         |              |
| ------------- | ----------- | ------------- | ------------- | ------------- | ------------- | ------------- | ------------- | ------------ | ------------ | ------------ | ------------ |
| Isak Öhrström | K1 hommes   | 92 s 37       | 10            | 91 s 43       | 11            | 91 s 43       | 13 Q          | 156 s 77     | 15           | Pas qualifié | Pas qualifié |

## Cyclisme

### Cyclisme sur route
| Athlète        | Compétition            | Temps           | Rang |
| -------------- | ---------------------- | --------------- | ---- |
| Emilia Fahlin  | Course en ligne femmes | 3 h 58 min 03 s | 27e  |
| Emma Johansson | Course en ligne femmes | 3 h 51 min 27 s | 2e   |
| Sara Mustonen  | Course en ligne femmes | Non terminé     | NC   |

### VTT
| Athlète        | Compétition              | Temps | Rang |
| -------------- | ------------------------ | ----- | ---- |
|                | Cross-country VTT hommes |       |      |
| Jenny Rissveds | Cross-country VTT femmes |       |      |

## Football

### Tournoi masculin
L'équipe de Suède olympique de football gagne sa place pour les Jeux lors du Championnat d'Europe de football espoirs 2015.

### Tournoi féminin
L'équipe de Suède féminine de football se qualifie pour les Jeux en remportant le tournoi de qualification olympique de la zone Europe.

## Handball

### Tournoi masculin
L'équipe de Suède de handball masculin se qualifie pour les Jeux en terminant deuxième du tournoi mondial 1 de qualification olympique 2016.
| Sélectionneur            | Sélectionneur       | Ola Lindgren, Staffan Olsson | Ola Lindgren, Staffan Olsson | Ola Lindgren, Staffan Olsson |
| N°                       | Nom                 | Date de naissance et âge     | Sél. (buts)                  | Club                         |
| Gardiens de but          |                     |                              |                              |                              |
| 16                       | Mattias Andersson   | 29 mars 1978                 | 141 (0)                      | SG Flensburg-Handewitt       |
| 20                       | Mikael Appelgren    | 6 septembre 1989             | 37 (0)                       | Rhein-Neckar Löwen           |
| Ailiers                  |                     |                              |                              |                              |
| 9                        | Jerry Tollbring     | 13 septembre 1995            | 3 (2)                        | IFK Kristianstad             |
| 24                       | Fredrik Petersen    | 27 août 1983                 | 150 (416)                    | HK Malmö                     |
| 32                       | Mattias Zachrisson  | 22 août 1990                 | 76 (128)                     | Füchse Berlin                |
| Arrières et Demi-centres |                     |                              |                              |                              |
| 11                       | Lukas Nilsson       | 16 novembre 1996             | 18 (53)                      | THW Kiel                     |
| 19                       | Johan Jakobsson     | 12 février 1987              | 105 (220)                    | SG Flensburg-Handewitt       |
| 28                       | Philip Stenmalm     | 3 mars 1992                  | 23 (31)                      | KIF Copenhague               |
| 3                        | Kim Andersson       | 21 août 1982                 | 222 (787)                    | Ystads IF                    |
| 5                        | Jim Gottfridsson    | 2 septembre 1992             | 25 (84)                      | SG Flensburg-Handewitt       |
| 13                       | Jonathan Stenbäcken | 7 janvier 1988               | 40 (49)                      | TBV Lemgo                    |
| Pivot                    |                     |                              |                              |                              |
| 19                       | Tobias Karlsson     | 4 juin 1981                  | 143 (79)                     | SG Flensburg-Handewitt       |
| 35                       | Andreas Nilsson     | 12 avril 1990                | 96 (224)                     | MVM Veszprém KC              |
| 36                       | Jesper Nielsen      | 30 août 1989                 | 66 (80)                      | Füchse Berlin                |

### Tournoi féminin
L'équipe de Suède de handball féminin se qualifie pour les Jeux en terminant deuxième du tournoi mondial 3 de qualification olympique 2016.

## Natation
| Athlète                                                                      | Épreuve         | Séries        | Séries | Demi-finales | Demi-finales | Finale        | Finale   |
| Athlète                                                                      | Épreuve         | Temps         | Rang   | Temps        | Rang         | Temps         | Rang     |
| ---------------------------------------------------------------------------- | --------------- | ------------- | ------ | ------------ | ------------ | ------------- | -------- |
| Louise Hansson                                                               | 100 m papillon  | 59 s 73       | 31e    | Éliminée     | Éliminée     | Éliminée      | Éliminée |
| Michelle Coleman Sarah Sjöström Ida Marko-Varga Louise Hansson Ida Lindborg* | 4 × 100 m libre | 3 min 36 s 42 | 6e Q   | NC           | NC           | 3 min 35 s 90 | 5e       |

- Swam dans les manches seulement

| Athlète      | Épreuve      | Séries        | Séries | Demi-finales | Demi-finales | Finale  | Finale  |
| Athlète      | Épreuve      | Temps         | Rang   | Temps        | Rang         | Temps   | Rang    |
| ------------ | ------------ | ------------- | ------ | ------------ | ------------ | ------- | ------- |
| Erik Persson | 100 m brasse | 1 min 01 s 20 | 32e    | Éliminé      | Éliminé      | Éliminé | Éliminé |

## Tir à l'arc
| Athlète          | Compétition | Tour préliminaire | Tour préliminaire | 1er tour                    | 2e tour          | 3e tour          | Quarts de finale | Demi-finales     | Match pour la médaille de bronze | Match pour la médaille de bronze | Finale           | Finale |
| Athlète          | Compétition | Score             | Rang              | Adversaire Score            | Adversaire Score | Adversaire Score | Adversaire Score | Adversaire Score | Adversaire Score                 | Rang                             | Adversaire Score | Rang   |
| ---------------- | ----------- | ----------------- | ----------------- | --------------------------- | ---------------- | ---------------- | ---------------- | ---------------- | -------------------------------- | -------------------------------- | ---------------- | ------ |
| Carolina Aguirre | Individuel  | 611               | 47e               | Battue par Ana Rendón 2 - 6 | Non qualifié     | Non qualifié     | Non qualifié     | Non qualifié     | Non qualifié                     | Non qualifié                     | Non qualifié     | 17e    |